# Olavius hamulatus
Olavius hamulatus är en ringmaskart som beskrevs av Erséus 1997. Olavius hamulatus ingår i släktet Olavius och familjen glattmaskar. Inga underarter finns listade i Catalogue of Life.